# U-Bahn-Station Neulaa
Neulaa is een metrostation in het district Favoriten van de Oostenrijkse hoofdstad Wenen. Het station werd geopend op 2 september 2017 en wordt bediend door lijn U1.

## Geschiedenis
Op 26 januari 1968 werd besloten om een metronet in Wenen aan te leggen met drie lijnen waaronder de U1 tussen Reumannplatz en Praterstern. De nadere uitwerking van het metronet, de U-Bahn-Netzvariante M uit 1970, omvatte een veel groter net met verlengingen die pas later zouden worden toegevoegd. Een van die verlengingen was het zuidelijke deel van de U1 tussen Reumannplatz en het dorp Rothneusiedl. Deze zou een station krijgen bij kruising met de Donauländebahn iets ten westen van Neulaa. De verlenging werd echter parallel aan de Donauländebahn gelegd over de vrije trambaan, die was aangelegd voor de bezoekers aan de Wiener Internationale Gartenschau 74, waar tot 2014 tram 67 reed. 

## Ligging en inrichting
Het station heeft een eilandperron met toegangen aan beide perroneinden. Aan de westzijde komt deze uit in een voetgangerstunnel onder de U1 en de Donauländebahn tussen de Ada-Christen-Straße in de Per-Albin-Hansson-Siedlung oost aan de noordkant en de Pickgasse aan de zuidkant. Tevens liggen hier aan de westkant van het perron een P&R terrein en een fietsenstalling langs de Favoritenstraße. Aan de oostzijde ligt een loopbrug eveneens naar de Ada-Christen-Gasse en een tunnel onder de Donauländebahn naar de Weidelstraße.
Ten oosten van het station werden nieuwe loodsen voor de stalling en onderhoud van metrostellen opgetrokken. Langs de noordrand zijn dienstruimtes gebouwd die zijn afgedekt met aarde en gras.

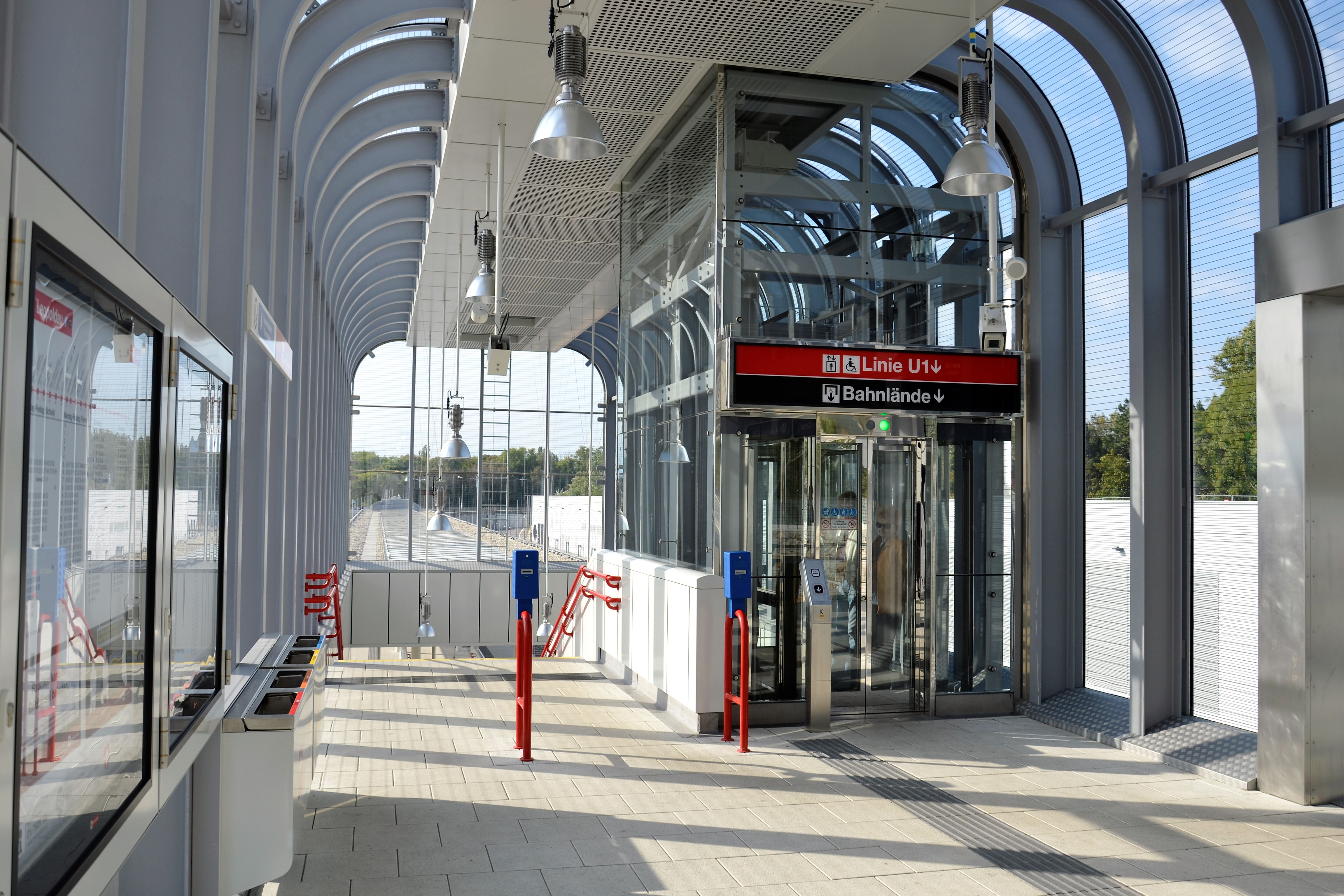
De toegang bij de loopbrug aan de oostzijde.
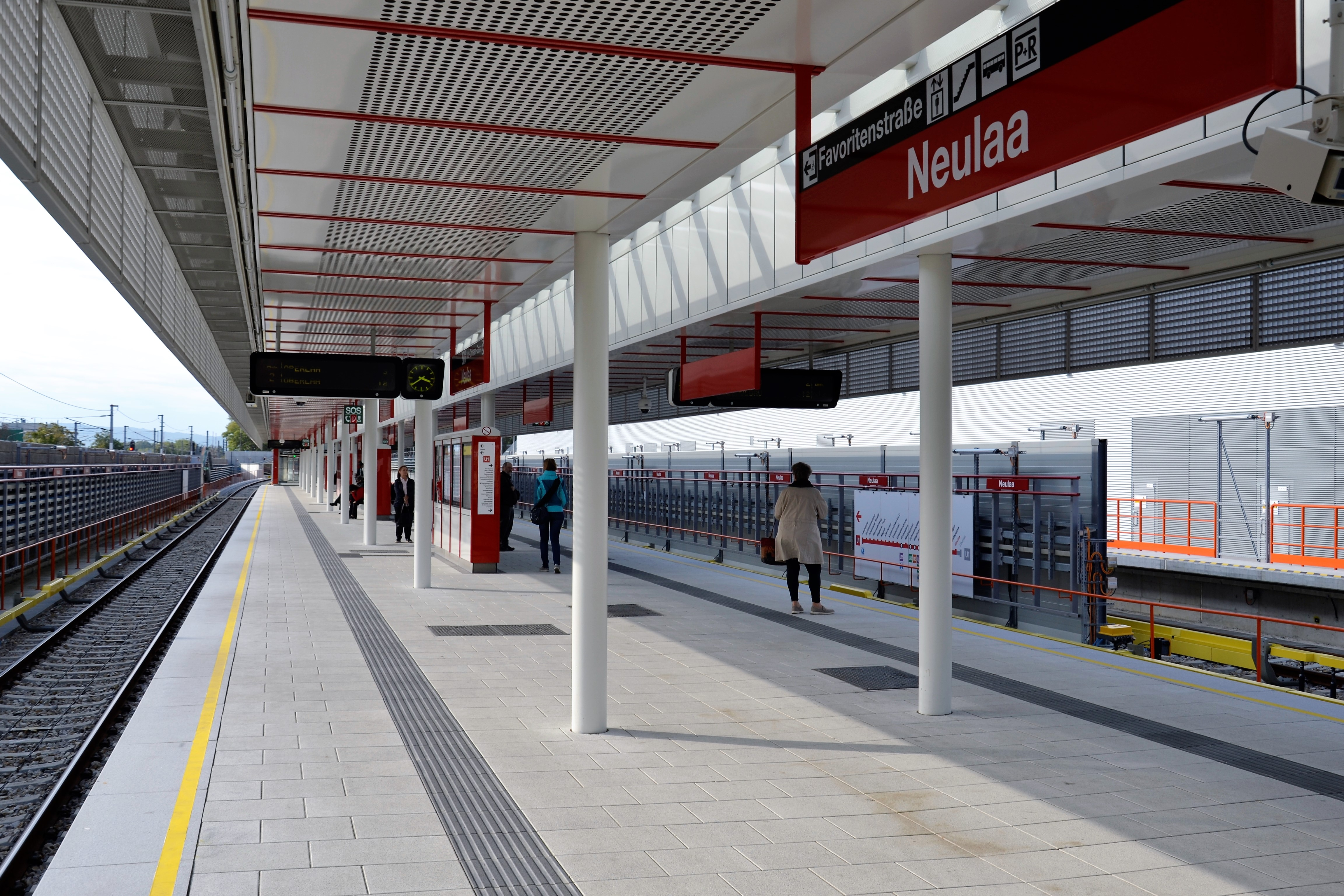
Het perron gezien uit het oosten met op de achtgrond de dienstruimtes.
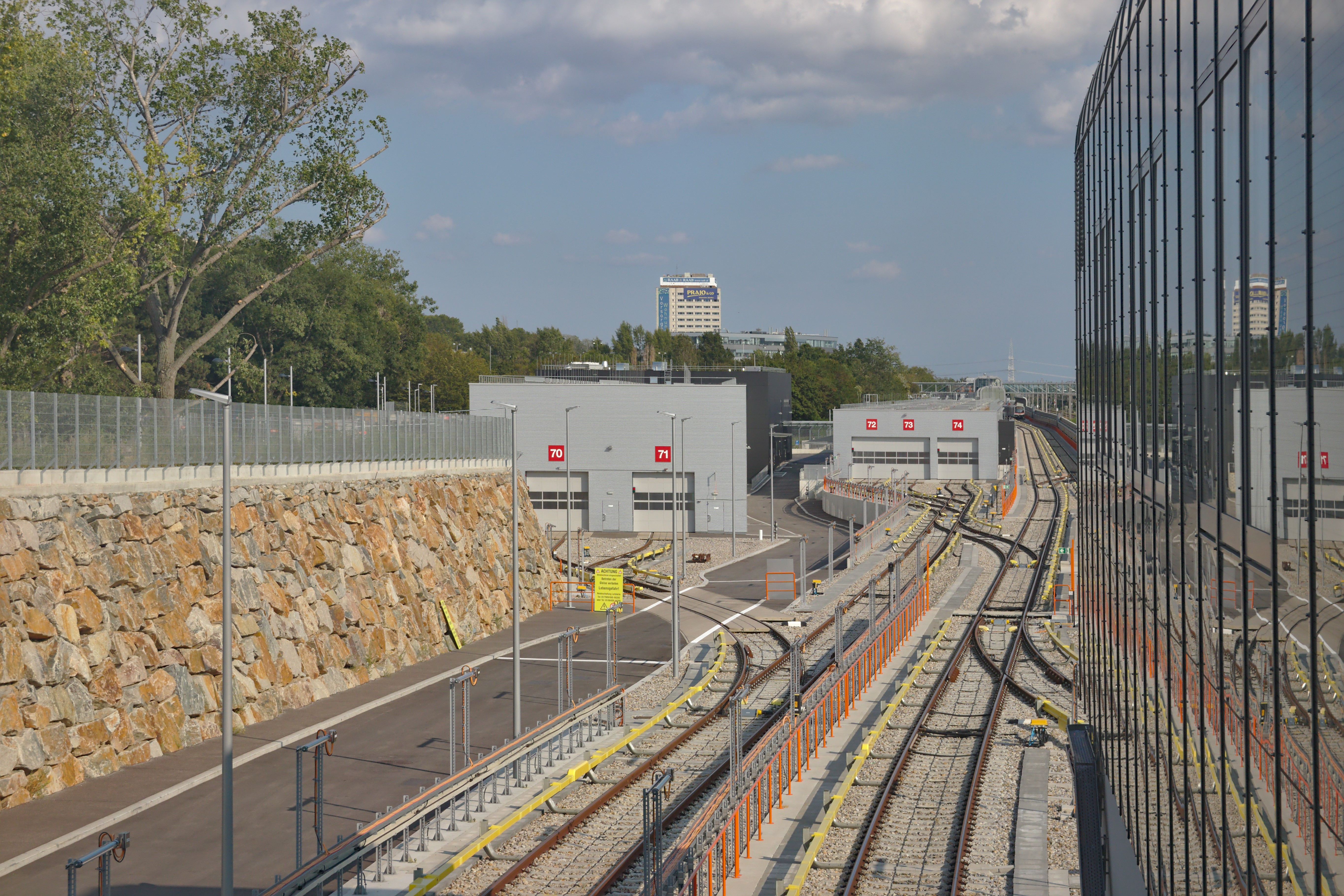
De loodsen ten oosten van het station.